# يانوس فاردي
يانوس فاردي (بالمجرية: Váradi János)‏ (مواليد 28 فبراير 1961) هو ملاكم مجري، مثّل بلاده في دورتي الألعاب الأولمبية الصيفية 1980 و1988.

## روابط خارجية
يانوس فاردي على موقع بوكس ريك (الإنجليزية) (registration required)
- يانوس فاردي على موقع أوليمبيديا (الإنجليزية)
- يانوس فاردي على موقع اللجنة الأولمبية المجرية (الهنغارية)